# Yvann Maçon
Yvann Maçon (* 1. Oktober 1998 in Baie-Mahault, Guadeloupe) ist ein französisch-guadeloupischer Fußballspieler.

## Karriere

### Verein
Maçon begann seine fußballerische Ausbildung bei der Association Juvenis, ehe er im Jahr 2009 zu Solidarité Scolaire wechselte. Fünf Jahre später wechselte er wiederum zum Castelnau Le Crès FC, wo er bis 2017 spielte. Anschließend spielte er für den Drittligisten USL Dunkerque. Dort spielte er zunächst für die zweite Mannschaft, für die er in 30 Spielen zweimal traf. Am 20. April 2018 (31. Spieltag) debütierte er gegen Red Star Paris, nachdem er kurz nach der Halbzeitpause eingewechselt wurde. Dies war allerdings sein einziger Saisoneinsatz im Profiteam. Auch 2018/19 schaffte er es nur auf einen Einsatz in der dritthöchsten französischen Liga. In der Saison 2019/20 spielte er 18 Mal bis zur Winterpause in der National. Im Januar 2020 wechselte der auf Guadeloupe geborene Franzose zur AS Saint-Étienne in die Ligue 1. Sein Debüt in der ersten französischen Liga gab Maçon am 9. Februar 2020 gegen den HSC Montpellier, als er in der Startformation stand. Bis zum Saisonende spielte er noch in einem weiteren Ligaduell. Die Folgesaison begann er als Stammkraft im Team und schoss am 20. September 2020 (4. Spieltag) bei einem 2:2-Unentschieden gegen den FC Nantes sein erstes Tor im Profibereich. Nach sechs Saisoneinsätzen fiel er jedoch für den Rest der Spielzeit aus, da er sich einen Kreuzbandriss zuzog. In der Winterpause 2022/23 wurde er dann für den Rest der Saison an den Ligarivalen Paris FC verliehen. Für die Hinrunde der Saison 2023/24 folgte die Leihe zu Maccabi Tel Aviv nach Israel.

### Nationalmannschaft
Im Oktober 2020 bestritt Maçon zwei EM-Qualifikationspartien für die französischen U-21-Nationalmannschaft gegen Liechtenstein (5:0) und die Slowakei (1:0).